# Destination X (2011)
Destination X 2011 est un pay-per-view de catch organisé par la fédération Total Nonstop Action Wrestling. Il s'est déroulé le 10 juillet 2011 dans l'Impact! Zone, à Orlando.

## Contexte
Les spectacles de la Total Nonstop Action Wrestling en paiement à la séance sont constitués de matchs aux résultats prédéterminés par les scénaristes de la TNA. Ces rencontres sont justifiées par des storylines — une rivalité avec un catcheur, la plupart du temps — ou par des qualifications survenues dans les émissions de la TNA telles que TNA Xplosion et TNA Impact!. Tous les catcheurs possèdent un gimmick, c'est-à-dire qu'ils incarnent un personnage gentil ou méchant, qui évolue au fil des rencontres. Un pay-per-view comme Destination X est donc un événement tournant pour les différentes storylines en cours.

## Résultats en détail
- Premier match : Samoa Joe vs. Kazarian. Kazarian bat Samoa Joe avec un tombé.
  - On voit ce qui s'est passé plus tôt dans la journée avec Eric Young présent dans l'aréna ou Sangrieto, Curry Man et Suicade signent des autographes pour les fans. Eric Young se met face à la Table des dédicaces puis demande un partenaire pour son match du soir et Shark Boy débarque, le confronte et fera équipe avec lui.
- Deuxième match : Open challenge de Douglas Williams vs. Mark Askins. Victoire de Douglas Williams, après le match, Williams relève Mark et lui serre la main.
  - On voit Austin Aries en backstage avec SoCalVal, il lui dit que la TNA à la chance d'avoir un catcheur exceptionnel, tous comme les trois catcheurs qui vont l'affronter ce soir dans le ring.
- Troisième match : Generation Me vs le "Television Champion" Eric Young et Shark Boy. Eric Young et Shark Boy gagnent le match
  - Zema Ion est en backstage et parle lui aussi de son match du soir pour un contrat TNA et qu'il y aura qu'un vainqueur.
- Quatrième match : Ultimate X match pour être challenger  n°1 :  Shannon Moore vs. Robbie E vs. Amazing Red vs. Alex Shelley. Le gagnant, Alex Shelley. À la fin du match, Chris Sabin arrive et félicite Shelley pour sa victoire.

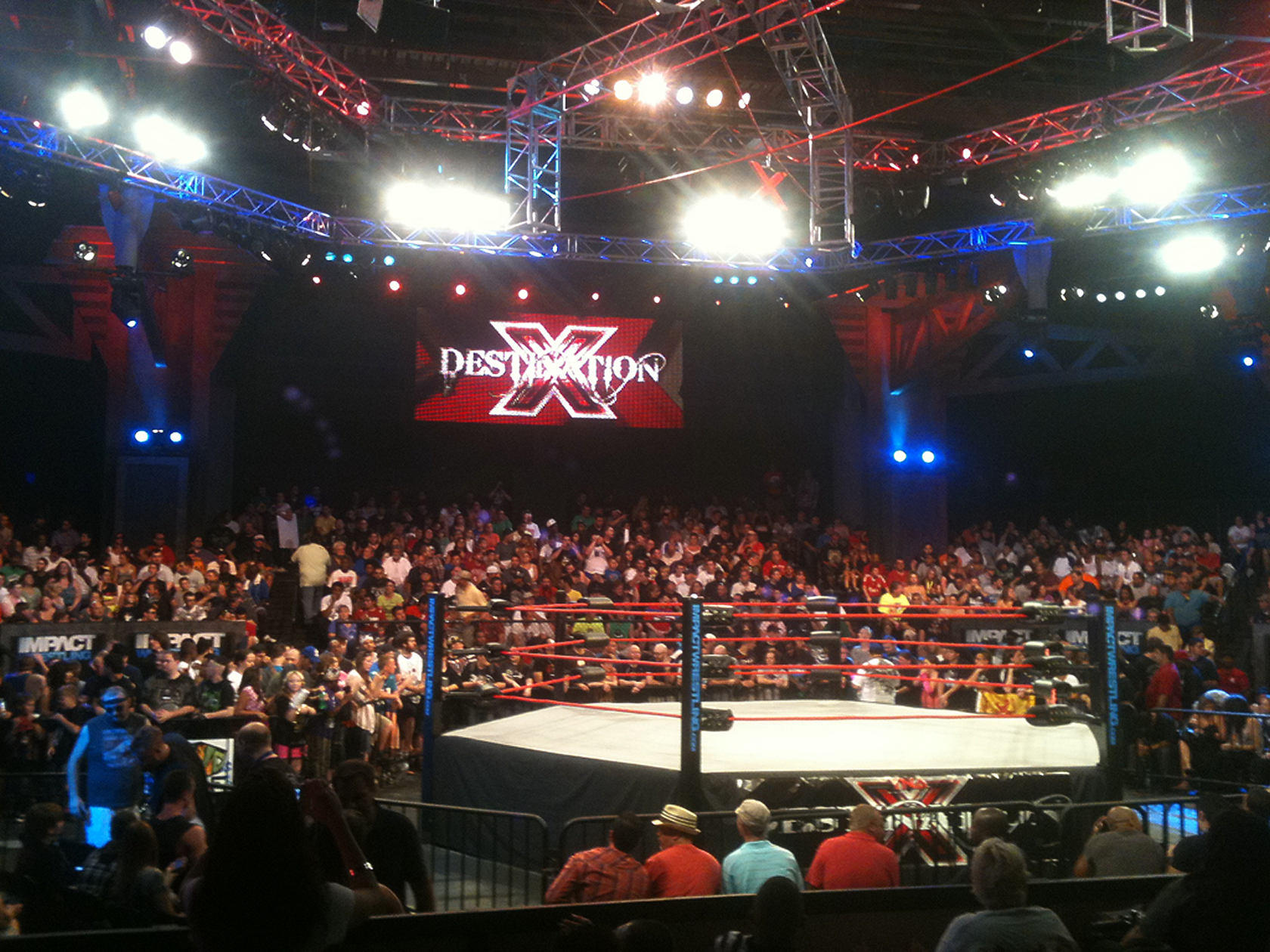
Décor et Ring de Destination X (2011)

- - Low-Ki est à son tour en interview avec SoCal Val est parle de son contrat à la TNA, il est un catcheur Professional.
- Cinquième match : Rob Van Dam vs Jerry Lynn. Après un long et magnifique match, RVD s'impose son 5 star frog splash.
  - Jack Evans est à son tour en backstage est parle de son match qui va s'ensuivre. Il dit qu'il est vraiment nerveux
- Sixième match : Contrat à Impact Wrestling : Jack Evans vs Low-Ki vs Zema Ion vs Austin Aries. Victoire d'Austin Aries après un match épique. SoCal Val arrive avec le contrat, Aries le prend et l'embrasse.
  - Abyss est en backstage, il parle de Brian Kendrick, ce soir il va lui donner une leçon qu'il n’oubliera pas.
- Septième match : X Division Championship : Abyss vs. Brian Kendrick. Victoire et Nouveau X Division Champion Brian Kendrick. Pendant le match, les Immortals sont venus aider Abyss en difficulté mais tout le roster X Division est venu détruire les Immortals. Abyss allait s'imposer mais Kendrick a contre et a effectué le tomber pour remporter le titre, et tous les X Division superstar ont fêté ça. Parce que Wrestling Matters.
  - Une vidéo récapitulative de tous les matchs entre AJ Styles et Christopher Daniels est diffusée, à la fin Daniels dit que ce soir, à Destination X 2011, il va nous prouver qu'il est capable.
- Huitième match : Main Event : AJ Styles vs Christopher Daniels. Après 30 minutes de match entre les deux catcheurs phénoménaux, AJ Styles remporte. À la fin du match, Daniels hésite à serrer la main de AJ Styles, mais le fait quand même.

## Matchs de la soirée
| # | Match                                                        | Stipulation                                                                 | Durée |
| - | ------------------------------------------------------------ | --------------------------------------------------------------------------- | ----- |
| 1 | Brian Kendrick def. Abyss (c)                                | Match simple pour le Championnat du X division                              | 10:39 |
| 2 | AJ Styles def. Christopher Daniels                           | Match simple                                                                | 28:27 |
| 3 | Rob Van Dam def. Jerry Lynn                                  | Match simple                                                                | 16:51 |
| 4 | Kazarian def. Samoa Joe                                      | Match simple                                                                | 11:19 |
| 5 | Austin Aries def. Zema Ion vs. Low Ki vs. Jack Evans         | 4-Way match par un contrat avec TNA                                         | 13:30 |
| 6 | Alex Shelley def. Shannon Moore vs. Amazing Red vs. Robbie E | Ultimate X match pour être la challenger n°1 au TNA X Division Championship | 10:30 |
| 7 | Eric Young & Shark Boy def. Generation Me                    | Tag Team X Division match                                                   | 7:22  |
| 8 | Douglas Williams (avec/Magnus & Rob Terry def. Mark Haskins  | Open Challenge X Division match                                             | 7:40  |